# Paramiagrammopes patellaris
Espèce
Synonymes
- Furculoborus patellaris Wunderlich, 2017

Paramiagrammopes patellaris est une espèce fossile d'araignées aranéomorphes de la famille des Uloboridae.

## Distribution
Cette espèce a été découverte dans de l'ambre de Birmanie. Elle date du Crétacé.

## Description
Le mâle holotype mesure 2,0 mm.

## Systématique et taxinomie
Cette espèce a été décrite sous le protonyme Furculoborus patellaris par Wunderlich en 2017. Elle est placée dans le genre Paramiagrammopes par Wunderlich et Müller en 2021.

## Publication originale
- Wunderlich, 2017 : « New and rare fossil spiders (Araneae) in mid Cretaceous amber from Myanmar (Burma), including the description of new extinct families of the suborders Mesothelae and Opisthothelae as well as notes on the taxonomy, the evolution and the biogeography of the Mesothelae. » Beiträge zur Araneologie, vol. 10, p. 72–279.